# Ронен, Омри
Омри Роне́н (англ. Omry Ronen, ивр. עומרי רונן‎, имя при рождении — Имре Сёреньи, венг. Szörényi Imre; 12 июля 1937, Одесса — 1 ноября 2012, Анн-Арбор) — израильский и американский филолог-славист.

## Биография
Родился 12 июля 1937 года в Одессе. Его отцом был венгерский биохимик Эммерих (Имре) Сёреньи (1905, Вагмеденц, Австро-Венгрия — 1959, Будапешт), который с 1933 года жил в СССР. Со стороны матери, Брониславы Шраер, приходится троюродным братом писателю Давиду Шраеру-Петрову и хирургу Теодору Шраеру. Ещё до войны семья переехала в Киев, куда вновь вернулась из эвакуации из Уфы в 1944 году, а в январе 1950 года уехала в Будапешт. В том же году отец был направлен на научную конференцию в Киев, где тяжело заболел, и вся семья оставалась в СССР до января 1953 года, после чего возвратилась в Венгрию.
В 1954 году Имре Сёреньи поступил в Будапештский университет на отделение физики, но через год перевёлся на гуманитарный факультет, где среди прочего посещал лекции Дьёрдя Лукача. Принимал участие в революционных событиях 1956 года и в феврале 1957 года бежал в Югославию. В мае 1957 года он уехал в Израиль, где сменил имя на Омри Ронен и поступил в Еврейский университет, который окончил в 1965 году со степенью бакалавра искусств в области английской словесности и индоевропейского языкознания. В том же году переехал в Уолтем — в отделении биохимии Брандейского университета работала его мать, биохимик Бронислава Сёреньи (Bronislava Szörényi, Ph.D.).
В 1968 году Ронен окончил аспирантуру Гарвардского университета, в 1970—1971 годах преподавал в Йельском университете, затем вернулся в Израиль. В Израиле Ронен занимался преподавательской и издательской деятельностью. Он работал в Йельском университете как приглашенный доцент в 1975—1976 и 1977—1978 годах, в 1984—1985 годах читал несколько курсов в Гарвардском университете. С 1985 года Ронен жил в городе Анн-Арбор, где преподавал в Мичиганском университете.
Статьи Омри Ронена в области истории и поэтики русской литературы печатались в российских сборниках и журналах «Литературное обозрение» и «Новое литературное обозрение»; в журнале «Звезда» он вёл рубрику «Из города Энн». В России изданы его книги «Серебряный век как умысел и вымысел», «Поэтика Осипа Мандельштама», «Из города Энн», «Шрам», «Чужелюбие», «Заглавия». Омри Ронен — лауреат премии журнала «Звезда» за 2002 год.
Жена — литературовед Ирена Ронен, сестра израильского филолога М. Я. Вайскопфа.